# Довжина Куна
Довжина Куна — довжина умовної ланки полімеру, на якій його можна вважати абсолютно жорстким. У моделі ідеального ланцюжка вважається, що орієнтація суміжних ланок полімеру повністю довільна. Поняття запровадив Вернер Кун, і тому ця довжина носить його ім'я. Запровадження такої умовної ланки дозволяє уникнути розгляду конкретних валентних кутів та торсійних кутів між окремими структурними одиницями реального полімеру. 
Повна довжина полімерного ланцюжка в повністю розгорнутому стані {\displaystyle L=Nb}, де b — довжина Куна, а N - кількість таких умовних ланок. Оскільки полімер зазвичай скручений, то відстань між його кінцями пропорційна кореню квадратоному з N. 
У моделі червоподібного ланцюжка, яка враховує гнучкість структурних ланок,  вводиться персистентна довжина, що вдвічі менша від довжини Куна.  

## Виноски
1. ↑  Flory, P.J. (1953) Principles of Polymer Chemistry, Cornell Univ. Press, ISBN 0-8014-0134-8
2. ↑  Flory, P.J. (1969) Statistical Mechanics of Chain Molecules, Wiley, ISBN 0-470-26495-0; reissued 1989, ISBN 1-56990-019-1
3. ↑  Rubinstein, M., Colby, R. H. (2003)Polymer Physics, Oxford University Press, ISBN 0-19-852059-X